# Brule (Wisconsin)
Brule è un comune degli Stati Uniti, situato in Wisconsin, nella Contea di Douglas.